# Catherine d'Ovidio
Catherine d'Ovidio (ur. 3 kwietnia 1959 w Le Raincy, zm. 28 sierpnia 2020) – francuska brydżystka, World Grand Master w kategorii Kobiet (WBF), European Grand Master, European Champion w kategorii Kobiet i Mikstów (EBL).
Występowała również (do roku 2005) jako Catherine Saul. Była zamężna z Pierre'em d'Ovidio, miała córkę Elodie.
Pracowała w dziale finansowym kompanii naftowej. Zasiadała w prezydium francuskiej federacji brydża. Od 2011 była członkiem Komitetu Kobiet EBL. W 2008 wyróżniona Orderem Zasługi imienia Jose Damiani.

## Wyniki brydżowe

### Olimpiady
Na olimpiadach uzyskała następujące rezultaty:
| Olimpiady brydżowe. Zawody teamów | Olimpiady brydżowe. Zawody teamów | Olimpiady brydżowe. Zawody teamów   | Olimpiady brydżowe. Zawody teamów | Olimpiady brydżowe. Zawody teamów | Olimpiady brydżowe. Zawody teamów |
| Rok                               | Miejsce                           | Zawody                              | Kategoria                         | Drużyna                           | Pozycja                           |
| --------------------------------- | --------------------------------- | ----------------------------------- | --------------------------------- | --------------------------------- | --------------------------------- |
| 2004                              | Stambuł                           | 12 Olimpiada Teamów                 | Kobiety                           | France                            | 5                                 |
| 2002                              | Salt Lake City                    | 4 Mistrzostwa o Wielką Nagrodę MKOL | Kobiety                           | France                            | 1                                 |
| 2000                              | Lozanna                           | 3 Mistrzostwa o Wielką Nagrodę MKOL | Kobiety                           | Europe                            | 1                                 |
| 2000                              | Maastricht                        | 11 Olimpiada Brydżowa               | Kobiety                           | France                            | 9                                 |
| 1999                              | Lozanna                           | 2 Mistrzostwa o Wielką Nagrodę MKOL | Kobiety                           | Europe                            | 1                                 |
| 1988                              | Wenecja                           | 8 Olimpiada Teamów                  | Kobiety                           | France                            | 5                                 |

### Zawody światowe
W światowych zawodach zdobyła następujące lokaty:
| Mistrzostwa Świata. Konkurencja teamów | Mistrzostwa Świata. Konkurencja teamów | Mistrzostwa Świata. Konkurencja teamów               | Mistrzostwa Świata. Konkurencja teamów | Mistrzostwa Świata. Konkurencja teamów | Mistrzostwa Świata. Konkurencja teamów |
| Rok                                    | Miejsce                                | Zawody                                               | Kategoria                              | Drużyna                                | Pozycja                                |
| -------------------------------------- | -------------------------------------- | ---------------------------------------------------- | -------------------------------------- | -------------------------------------- | -------------------------------------- |
| 2012                                   | Lille                                  | 5 Otwarte Mistrzostwa Świata Teamów Mikstowych       | Miksty                                 | Monafriends                            | 11                                     |
| 2011                                   | Pekin                                  | SportAccord World Mind Games                         | Kobiety                                | France                                 | 4                                      |
| 2011                                   | Veldhoven                              | 40 Mistrzostwa Świata Teamów                         | Kobiety                                | France                                 | 1                                      |
| 2010                                   | Filadelfia                             | 13 Seria Mistrzostw Świata                           | Miksty                                 | Payen                                  | 14                                     |
| 2010                                   | Filadelfia                             | 13 Seria Mistrzostw Świata                           | Kobiety                                | Fireman                                | 3                                      |
| 2009                                   | São Paulo                              | 39 Mistrzostwa Świata Teamów                         | Kobiety                                | France                                 | 3                                      |
| 2008                                   | Pekin                                  | 1 Olimpiada Sportów Umysłowych                       | Miksty                                 | Zimmermann                             | 5                                      |
| 2007                                   | Szanghaj                               | 38 Mistrzostwa Świata Teamów                         | Kobiety                                | France                                 | 4                                      |
| 2006                                   | Werona                                 | 12 Mistrzostwa Świata                                | Kobiety                                | Westheimer                             | 9                                      |
| 2005                                   | Estoril                                | 37 Mistrzostwa Świata Teamów                         | Kobiety                                | France                                 | 1                                      |
| 2004                                   | Stambuł                                | 3 Transnarodowe Mistrzostwa Świata Teamów Mikstowych | Miksty                                 | Auken                                  | 1                                      |
| 2002                                   | Montreal                               | 11 Mistrzostwa Świata                                | Kobiety                                | Bessis                                 | 3                                      |
| 2001                                   | Paryż                                  | 35 Mistrzostwa Świata Teamów                         | Kobiety                                | France                                 | 2                                      |
| 2000                                   | Maastricht                             | 11 Olimpiada Brydżowa                                | Miksty                                 | Bessis                                 | 2                                      |
| 2000                                   | Southampton                            | 34 Mistrzostwa Świata Teamów                         | Kobiety                                | France                                 | 5                                      |
| 1998                                   | Lille                                  | 10 Mistrzostwa Świata                                | Kobiety                                | Bessis                                 | 5                                      |
| 1995                                   | Pekin                                  | 32 Mistrzostwa Świata Teamów                         | Kobiety                                | France                                 | 3                                      |
| 1994                                   | Albuquerque                            | 9 Mistrzostwa Świata                                 | Kobiety                                | Bessis                                 | 9                                      |
| 1985                                   | São Paulo                              | 27 Mistrzostwa Świata Teamów                         | Kobiety                                | France                                 | 3                                      |

| Mistrzostwa Świata. Konkurencja par | Mistrzostwa Świata. Konkurencja par | Mistrzostwa Świata. Konkurencja par | Mistrzostwa Świata. Konkurencja par | Mistrzostwa Świata. Konkurencja par | Mistrzostwa Świata. Konkurencja par |
| Rok                                 | Miejsce                             | Zawody                              | Kategoria                           | Partner                             | Pozycja                             |
| ----------------------------------- | ----------------------------------- | ----------------------------------- | ----------------------------------- | ----------------------------------- | ----------------------------------- |
| 2011                                | Pekin                               | SportAccord World Mind Games        | Kobiety                             | Véronique Bessis                    | 5                                   |
| 2010                                | Filadelfia                          | 13 Mistrzostwa Świata               | Miksty                              | Philippe Cronier                    | 252                                 |
| 2006                                | Werona                              | 12 Mistrzostwa Świata               | Miksty                              | Pierre Zimmermann                   | 95                                  |
| 2002                                | Montreal                            | 11 Mistrzostwa Świata               | Miksty                              | Pierre Zimmermann                   | 94                                  |
| 1998                                | Lille                               | 10 Mistrzostwa Świata               | Miksty                              | Paul Chemla                         | 4                                   |
| 1998                                | Lille                               | 10 Mistrzostwa Świata               | Kobiety                             | Véronique Bessis                    | 3                                   |
| 1994                                | Albuquerque                         | 9 Mistrzostwa Świata                | Kobiety                             | Véronique Bessis                    | 2                                   |
| 1990                                | Genewa                              | 8 Mistrzostwa Świata                | Miksty                              | Jean-Christophe Quantin             | 24                                  |
| 1986                                | Miami Beach                         | 7 Mistrzostwa Świata                | Kobiety                             | Fabienne Pigeaud                    | 11                                  |

| Mistrzostwa Świata. Konkurencja indywidualna | Mistrzostwa Świata. Konkurencja indywidualna | Mistrzostwa Świata. Konkurencja indywidualna | Mistrzostwa Świata. Konkurencja indywidualna | Mistrzostwa Świata. Konkurencja indywidualna | Mistrzostwa Świata. Konkurencja indywidualna |
| Rok                                          | Miejsce                                      | Zawody                                       | Kategoria                                    | Pozycja                                      |                                              |
| -------------------------------------------- | -------------------------------------------- | -------------------------------------------- | -------------------------------------------- | -------------------------------------------- | -------------------------------------------- |
| 2011                                         | Pekin                                        | SportAccord World Mind Games                 | Kobiety                                      | 16                                           |                                              |
| 2004                                         | Werona                                       | 6 Indywidualne Mistrzostwa Świata            | Kobiety                                      | 10                                           |                                              |
| 2000                                         | Ateny                                        | 5 Indywidualne Mistrzostwa Świata            | Kobiety                                      | 25                                           |                                              |
| 1998                                         | Ajaccio                                      | 4 Indywidualne Mistrzostwa Świata            | Kobiety                                      | 14                                           |                                              |
| 1996                                         | Paryż                                        | 3 Indywidualne Mistrzostwa Świata            | Kobiety                                      | 18                                           |                                              |

### Zawody europejskie
W europejskich zawodach zdobyła następujące lokaty:
| Zawody europejskie. Konkurencja teamów | Zawody europejskie. Konkurencja teamów | Zawody europejskie. Konkurencja teamów | Zawody europejskie. Konkurencja teamów | Zawody europejskie. Konkurencja teamów | Zawody europejskie. Konkurencja teamów |
| Rok                                    | Miejsce                                | Zawody                                 | Kategoria                              | Drużyna                                | Pozycja                                |
| -------------------------------------- | -------------------------------------- | -------------------------------------- | -------------------------------------- | -------------------------------------- | -------------------------------------- |
| 2012                                   | Dublin                                 | 51. Mistrzostwa Europy Teamów          | Kobiety                                | France                                 | 2                                      |
| 2011                                   | Poznań                                 | 5. Otwarte Mistrzostwa Europy          | Kobiety                                | Cronier                                | 3                                      |
| 2011                                   | Poznań                                 | 5. Otwarte Mistrzostwa Europy          | Miksty                                 | Zimmermann                             | 1                                      |
| 2010                                   | Ostenda                                | 50 Mistrzostwa Europy Teamów           | Kobiety                                | France                                 | 1                                      |
| 2009                                   | San Remo                               | 4 Otwarte Mistrzostwa Europy           | Miksty                                 | Sitton                                 | 68                                     |
| 2009                                   | San Remo                               | 4 Otwarte Mistrzostwa Europy           | Open                                   | Payen                                  | 17                                     |
| 2008                                   | Pau                                    | 49 Mistrzostwa Europy Teamów           | Kobiety                                | France                                 | 1                                      |
| 2007                                   | Antalya                                | 3 Otwarte Mistrzostwa Europy           | Miksty                                 | Mouiel                                 | 9                                      |
| 2006                                   | Warszawa                               | 48 Mistrzostwa Europy Teamów           | Kobiety                                | France                                 | 1                                      |
| 2005                                   | Teneryfa                               | 2 Otwarte Mistrzostwa Europy           | Miksty                                 | Gitelman                               | 5                                      |
| 2005                                   | Teneryfa                               | 2 Otwarte Mistrzostwa Europy           | Kobiety                                | d'Ovidio                               | 1                                      |
| 2004                                   | Malmö                                  | 47 Mistrzostwa Europy Teamów           | Kobiety                                | France                                 | 3                                      |
| 2003                                   | Mentona                                | 1 Otwarte Mistrzostwa Europy           | Miksty                                 | Zimmermann                             | 96                                     |
| 2003                                   | Mentona                                | 1 Otwarte Mistrzostwa Europy           | Kobiety                                | Luis Vuitton                           | 5                                      |
| 2002                                   | Salsomaggiore                          | 46 Mistrzostwa Europy Teamów           | Kobiety                                | France                                 | 11                                     |
| 2002                                   | Ostenda                                | 7 Mistrzostwa Europy Mikstów           | Miksty                                 | Zimmermann                             | 7                                      |
| 2000                                   | Bellaria                               | 6 Mistrzostwa Europy Mikstów           | Miksty                                 | Chemla                                 | 16                                     |
| 1999                                   | Malta                                  | 44 Mistrzostwa Europy Teamów           | Kobiety                                | France                                 | 3                                      |
| 1998                                   | Akwizgran                              | 5 Mistrzostwa Europy Mikstów           | Miksty                                 | Bessis                                 | 1                                      |
| 1997                                   | Montecatini                            | 43 Mistrzostwa Europy Teamów           | Kobiety                                | France                                 | 2                                      |
| 1996                                   | Monte Carlo                            | 4 Mistrzostwa Europy Mikstów           | Miksty                                 | Bessis                                 | 1                                      |
| 1995                                   | Vilamoura                              | 42 Mistrzostwa Europy Teamów           | Kobiety                                | France                                 | 1                                      |
| 1994                                   | Barcelona                              | 3 Mistrzostwa Europy Mikstów           | Miksty                                 | Koumetz                                | 15                                     |
| 1992                                   | Ostenda                                | 2 Mistrzostwa Europy Mikstów           | Miksty                                 | Moyet                                  | 23                                     |
| 1990                                   | Bordeaux                               | 1 Mistrzostwa Europy Mikstów           | Miksty                                 | Saul                                   | 11                                     |
| 1985                                   | Salsomaggiore                          | 37 Mistrzostwa Europy Teamów           | Kobiety                                | France                                 | 1                                      |

| Zawody europejskie. Konkurencja par | Zawody europejskie. Konkurencja par | Zawody europejskie. Konkurencja par | Zawody europejskie. Konkurencja par | Zawody europejskie. Konkurencja par | Zawody europejskie. Konkurencja par |
| Rok                                 | Miejsce                             | Zawody                              | Kategoria                           | Partner                             | Pozycja                             |
| ----------------------------------- | ----------------------------------- | ----------------------------------- | ----------------------------------- | ----------------------------------- | ----------------------------------- |
| 2011                                | Poznań                              | 5. Otwarte Mistrzostwa Europy       | Miksty                              | Philippe Cronier                    | 1                                   |
| 2009                                | San Remo                            | 4 Otwarte Mistrzostwa Europy        | Miksty                              | Jerome Grenthe                      | 31                                  |
| 2007                                | Antalya                             | 3 Otwarte Mistrzostwa Europy        | Miksty                              | Philippe Soulet                     | 21                                  |
| 2005                                | Teneryfa                            | 2 Otwarte Mistrzostwa Europy        | Mikst                               | Serge Elbaz                         | 112                                 |
| 2005                                | Teneryfa                            | 2 Otwarte Mistrzostwa Europy        | Kobiety                             | Danièle Gaviard                     | 7                                   |
| 2003                                | Mentona                             | 1 Otwarte Mistrzostwa Europy        | Kobiety                             | Danièle Gaviard                     | 3                                   |
| 2003                                | Mentona                             | 1 Otwarte Mistrzostwa Europy        | Mikst                               | Pierre Zimmermann                   | 328                                 |
| 2002                                | Ostenda                             | 7 Mistrzostwa Europy Mikstów        | Mikst                               | Paul Chemla                         | 5                                   |
| 2000                                | Bellaria                            | 6 Mistrzostwa Europy Mikstów        | Mikst                               | Paul Chemla                         | 21                                  |
| 1998                                | Akwizgran                           | 5 Mistrzostwa Europy Mikstów        | Mikst                               | Paul Chemla                         | 2                                   |
| 1996                                | Monte Carlo                         | 4 Mistrzostwa Europy Mikstów        | Mikst                               | Paul Chemla                         | 17                                  |
| 1994                                | Barcelona                           | 3 Mistrzostwa Europy Mikstów        | Miksty                              | Jean-Christophe Quantin             | 27                                  |
| 1992                                | Ostenda                             | 2 Mistrzostwa Europy Mikstów        | Mikst                               | Jean-Christophe Quantin             | 5                                   |
| 1991                                | Killarney                           | 1 Mistrzostwa Europy Mikstów        | Kobiety                             | Mallory Volker                      | 25                                  |
| 1990                                | Bordeaux                            | 1 Mistrzostwa Europy Mikstów        | Mikst                               | Jean-Christophe Quantin             | 1                                   |
| 1989                                | Turku                               | 39 Mistrzostwa Europy Teamów        | Kobiety                             | Catherine Guillaumin                | 57                                  |

## Klasyfikacja
- Catherine d'Ovidio – klasyfikacja WBF (ang.)
- Catherine d'Ovidio – klasyfikacja EBL (ang.)